# Publi Clodi (quadrumvir)
Publi Clodi (llatí: Publius Clodius M. f.) fou un quadrumvir monetal argento publico feriundo l'any 42 aC, conegut perquè el seu nom apareix en unes monedes que porten la imatge de Juli Cèsar i Marc Antoni.
Smith proposa d'identificar-lo amb Clodi Bitínic, que combaté en la Guerra de Perusa amb Antoni i caigué en combat el 40 aC, i amb Aulus Clodi, que el 48 aC Cèsar envià a Dirràquium per socórrer el seu amic Metel Escipió. En canvi, Münzer pensa que Clodi Bitínic és el mateix personatge que el tribú de la plebs Luci Clodi.